# Eugène Durand
Eugène Durand, né le 13 avril 1838 à Tinténiac (Ille-et-Vilaine) et mort le 3 février 1917 à Saint-Mandé, est un agrégé en droit et homme politique français.

## Biographie
Avocat, il est docteur en droit et agrégé en 1864. Il est titulaire de la chaire de droit civil, à Rennes, en 1868. Il est député d'Ille-et-Vilaine de 1877 à 1889, inscrit au groupe de la Gauche républicaine. Il fut l'un des 363 qui refusent la confiance au gouvernement de Broglie, le 16 mai 1877. Il ne se représente pas en 1889, et est nommé conseiller à la Cour de cassation, où il sera président de chambre de 1911 à 1913.
- Sous-secrétaire d'État à la Présidence du Conseil, à l'Instruction publique et aux Beaux-Arts du 27 février 1883 au 20 novembre 1883 dans le Gouvernement Jules Ferry (2)

- Sous-secrétaire d'État à l'Instruction publique et aux Beaux-Arts du 20 novembre 1883 au 5 avril 1885 dans le Gouvernement Jules Ferry (2)

## Sources
- « Eugène Durand », dans Adolphe Robert et Gaston Cougny, Dictionnaire des parlementaires français, Edgar Bourloton, 1889-1891 [détail de l’édition]